# Good Clean Fun
Good Clean Fun – amerykański zespół hardcore'owy związany z ruchem straight edge, założony w 1997 roku w Waszyngtonie.

## Członkowie zespołu
- Mr. Issa
- Aaron Mason
- Alex Garcia-Rivera
- Anita Storm Van Leeuwan
- Ryan Smith
- Eddie Smith
- Danny McClure
- Justin Ingstrup
- Austin Hedges
- Kelly Green
- Mike Phyte
- John Delve
- Steve Heritage
- Andrew Black
- John Committed
- Jeff Grant
- Scott Andrews
- Rapha

## Dyskografia
- Shopping for a Crew 7" – 1997
- Who Shares Wins 7" – 1998
- Shopping for a Crew CD – 1998
- Xmas Split 7" z grupą Throwdown – 2000
- Straight Outta Hardcore – 2001
- On the Streets Saving the Scene from the Forces of Evil – 2000
- Positively Positive 1997-2002 – 2002
- Today The Scene, Tomorrow The World (Live) – 2004
- Thumbs Up! 7" – (split z grupą Dead After School)2006
- Between Christian Rock and a Hard Place – 2006
- Crouching Tiger, Moshing Panda – 2006